# 生形理菜
生形 理菜（うぶかた りな、1988年1月13日 - ）は、劇団四季所属のミュージカル女優である。群馬県伊勢崎市出身。

## 経歴・人物
1988年1月13日、群馬県伊勢崎市に生まれる。劇団四季の長野千紘は小学校・中学校の同期である。中学校ではソフトボール部に所属。
ミュージカルとの出会いは高校1年の時。群馬県立前橋女子高等学校の部活説明会で音楽部のミュージカルを見る。自身も音楽部に入部、ミュージカルに明け暮れる。
「美しいとは何か」を知らなければ美しさを表現できない、と群馬大学教育学部（現・共同教育学部）美術専攻に進学。学業と並行して群馬県内の劇団で活動。卒業後は高崎市のデザイン会社に就職、編集の業務に従事。そんな折、たまたま目に入った劇団四季のオーディションにダメ元で応募、30倍の難関を突破して合格。
2011年4月に劇団四季研究生となる。厳しい環境ではあったが、練習後も外部の教室でバレエを習うなどの努力を重ねる。同年9月10日に自由劇場で開幕した『思い出を売る男』で初舞台に出演。

## 主な出演作品
- 2011:思い出を売る男 - 花売娘 役
- 2012:間奏曲 - ジルベルト 役
- 2012:桃次郎の冒険 - アンズ[5]
- 2012:エビータ - アンサンブル
- 2012:ウエストサイド物語 - ロザリア 役
- 2014:ふたりのロッテ - ブリギッテ 役
- 2015:浅利プロデュース オンディーヌ - アンサンブル
- 2015:王子とこじき - トム・キャンティ 役[4]
- 2016:エルコスの祈り - アンサンブル
- 2017:アンデルセン - ラース 役[6]
- 2018:ジーザス・クライスト・スーパースター - アンサンブル
- 2018:魔法をすてたマジョリン - マジョリン 役
- 2020:ロボット・イン・ザ・ガーデン - タング 役[1]
- 2023:ジョン万次郎の夢 - ジョン万次郎の妹他計5役[4]